# Еррер (річка)
Еррер(англ. Erer) — сезонна річка в східній Ефіопії (регіон Харарі), притока річки Уебі-Шабелле. Еррер бере початок на північ від міста Харер, поблизу населеного пункту Комбольча, і тече переважно в південному напрямку доки не впадає в річку Уебі-Шабелле.